# マルコ・アルミリアート
マルコ・アルミリアート （Marco Armiliato, 1967年 - ）は、イタリアの指揮者。特にオペラを数多く指揮している。

## 経歴
イタリアのジェノヴァに生まれ、ジェノヴァのニコロ・バガニーニ音楽院でピアノを学ぶ。1989年にリマでドニゼッティの愛の妙薬で指揮者としてデビューし、その後世界中の歌劇場で演奏をしている。
メトロポリタン歌劇場では、イル・トロヴァトーレ、ラ・ボエーム、蝶々夫人、アイーダ、リゴレット、トゥーランドット、西部の娘、椿姫、トスカ、カヴァレリア・ルスティカーナ等、ウィーン国立歌劇場では、アンドレア・シェニエ、セヴィリアの理髪師、ラ・ボエーム、カルメン、愛の妙薬、椿姫、シモン・ボッカネグラ、道化師、マノン、マノン・レスコー、ウェルテル、ファルスタッフ、運命の力、ランメルモールのルチア等を指揮し、他にもパリ・オペラ座、ロイヤルオペラハウスなど、世界の主要歌劇場で活躍している。
テノール歌手のファビオ・アルミリアートは、兄にあたる。